# Дискография Love
В статье представлена дискография американской рок-группы Love.

## Студийные альбомы
| Год  | Об альбоме | Высшая позиция в чартах | Высшая позиция в чартах |
| Год  | Об альбоме | UK                      | US                      |
| ---- | --- | ----------------------- | ----------------------- |
| 1966 | Love - Дата выпуска: Март 1966 - Лейбл: Elektra Records - Формат: CD, DL, LP                                   |                         | 57                      |
| 1966 | Da Capo - Дата выпуска: Ноябрь 1966 - Лейбл: Elektra Records - Формат: CD, DL, LP                              |                         | 80                      |
| 1967 | Forever Changes - Дата выпуска: Ноябрь 1967 - Лейбл: Elektra Records - Формат: CD, DL, CS, LP                  | 24                      | 154                     |
| 1969 | Four Sail - Дата выпуска: Сентябрь 1969 - Лейбл: Elektra Records - Формат: CD, DL, LP                          |                         | 102                     |
| 1969 | Out Here - Дата выпуска: Декабрь 1969 - Лейбл: Blue Thumb /Harvest - Формат: CD, LP                            | 29                      | 176                     |
| 1970 | False Start - Дата выпуска: Декабрь 1970 - Лейбл: Blue Thumb - Формат: CD, LP                                  |                         | 184                     |
| 1974 | Reel to Real - Дата выпуска: Декабрь 1974 - Лейбл: RSO Records, High Moon Records (CD release) - Формат: CD,LP |                         | -                       |
| 1992 | Arthur Lee & Love - Дата выпуска: Май 1992 - Лейбл: New Rose - Формат: CS, CD, LP                              |                         |                         |
| 2009 | Love Lost - Записан в 1971 - Лейбл: Sundazed (recorded for CBS) - Формат: CD, DL, LP                           |                         |                         |
| 2012 | Black Beauty - Записан в 1973 - Лейбл: High Moon Records - Формат: CD, DL, LP                                  |                         |                         |
| 2015 | Reel to Real (Deluxe) - Записан в 1974 - Лейбл: High Moon Records - Формат: CD, DL, LP                         |                         |                         |

## Концертные альбомы
- 1980 — Love Live
- 1982 — Studio / Live
- 2003 — The Forever Changes Concert
- 2003 — Electrifically Speaking — Live in Concert
- 2003 — Back on the Scene
- 2010 — Arthur Lee and Love — Live in Paris 1992
- 2015 — Coming Through to You: The Live Recording (1970—2004)
- 2017 — Complete «Forever Changes» Live

## Сборники
- 1970 — Love Revisited
- 1973 — Love Elektra Masters
- 1980 — The Best of Love
- 1988 — Out There
- 1992 — Love Comes in Colours
- 1995 — Love Story 1966—1972
- 2005 — Rhino Hi-Five: Love
- 2006 — Love: The Definitive Rock Collection
- 2007 — The Blue Thumb Recordings
- 2014 — Love Songs: An Anthology of Arthur Lee’s Love

## Синглы и EP
| Дата выпуска  | Название                                                | Высшая позиция в чартах | Высшая позиция в чартах | Альбом            |
| Дата выпуска  | Название                                                | UK                      | US                      | Альбом            |
| ------------- | ------------------------------------------------------- | ----------------------- | ----------------------- | ----------------- |
| Март 1966     | «My Little Red Book» b/w «A Message to Pretty»          | —                       | 52                      | Love              |
| Июль 1966     | «7 and 7 Is» b/w «No. Fourteen»                         | —                       | 33                      | Da Capo           |
| Декабрь 1966  | «She Comes in Colors» b/w «Orange Skies»                | —                       | —                       | Da Capo           |
| Март 1967     | «¡Que Vida!» b/w «Hey Joe»                              | —                       | —                       | Da Capo           |
| Январь 1968   | «Alone Again Or» b/w «A House Is Not a Motel»           | 123                     | Forever Changes         |                   |
| Сентябрь 1968 | «Your Mind and We Belong Together» b/w «Laughing Stock» | —                       | —                       | Неальбомный сингл |
| 1970          | «Alone Again Or» b/w «Good Times»                       | —                       | 99                      |                   |
| 1994          | «Girl on Fire» b/w «Midnight Sun»                       | —                       | —                       |                   |
| 2004          | «On Earth Must Be»                                      | —                       | —                       | EP                |